# 아틀리에 드 컨스트럭션 일렉트리크 드 샤를루아
아뜰리에 드 꽁스뜨뤽시옹 엘렉뜨리크 드 샤를루아(프랑스어: Ateliers de constructions électriques de Charleroi)는 벨기에에 있었던 공업 회사이다. 모터, 변압기, 라디오, 텔레비전 등을 생산하였다. 샤를루아, 겐트, 킨샤사 등에 지부가 있었다.

## 역사
1886년 줄리앙 둘레가 설립하였다. 당시 이름은 Société Anonyme Électricité et Hydraulique à Charleroi였다. 이후 1904년 바론 엠팽이 인수하였고, ACEC라는 이름으로 개명하였다.
20세기 초반에는 필립스와 규모가 비슷하였다. 1963년 ETCA(Études Techniques et Constructions Aérospatiales)라는 자회사를 설립하였다. 우주 공간에서의 전자 제품 작동, 특히 전력 공급에 관한 연구를 하였다.
1980년대부터 회사 구조가 불안정해지기 시작하였다. 소시에떼 제네랄 드 벨지끄(프랑스어: Société Générale de Belgique)에서 사업에 투자를 하지 않았고, 손해가 발생하기 시작하면서 인수될 것이라는 전망이 있었다. 1989년 당시 주주들에 의해서 8개의 회사로 나뉘어 해체되었다. 당시 최대 주주는 알카텔, 알스톰 및 왈론 지방의 다양한 소액 주주였다. 해체 당시 회사 구조는 주주를 알 수 없는 유한 회사였다.
현재 ACEC이라는 이름 하에 남아 있는 기업은 ACEC verwarming이며, 배터리, 공기 펌프 등을 생산한다.

## 제품
1981년 당시 제품은 다음과 같다.
- 발전 및 수전 설비
- 전자 및 전기 제품
  - 우주 산업 (현 탈레스 알레니아 스페이스 ETCA)
- 산업용 전기 제품
- 난방 및 조명 제품

전동차와 노면 전차의 전장품으로 유명하였다. 이 외에도 무료로 보급되었던 라디오와 텔레비전이 있었다.